# René Ahrenberg
Helge Edmund René Ahrenberg, född den 8 maj 1882 i Helsingfors, död den 4 november 1941 i Gävle, var en svensk ämbetsman och författare. Han skrev under pseudonymen Broder Jönis.
Ahrenberg avlade studentexamen i Finland 1902 och blev 1903 student vid Uppsala universitet, där han avlade examen till rättegångsverken 1909. Efter tingstjänstgöring anställdes han 1911 vid länsstyrelsen i Kopparbergs län, där han blev länsbokhållare 1916 och länsassessor 1918. Ahrenberg var landskamrerare i Gävleborgs län 1936–1940 och i Kopparbergs län 1941. Han blev riddare av Vasaorden 1926 och av Nordstjärneorden 1941.
René Ahrenberg var son till arkitekten och författaren Jac Ahrenberg och konstnärinnan Widolfa von Engeström. Han gifte sig 1916 med Signe Ekengren i hennes andra gifte, dotter till apotekaren Ture Ekengren och Elin Féron.